# Niżnie Rysy
Niżnie Rysy (niem. Dénesspitze, słow. Malé Rysy, Nižné Rysy, węg. Középső-Dénes-csúcs, 2430 m) – szczyt w północnej grani Rysów, oddzielającej Dolinę Białej Wody i Dolinę Rybiego Potoku. Jest to boczna grań Tatr Wysokich. Prowadzi nią granica polsko-słowacka. Niżnie Rysy leżą pomiędzy środkowym, północno-zachodnim wierzchołkiem Rysów (oddziela je Przełęcz pod Rysami) a Żabim Szczytem Wyżnim (pomiędzy nimi znajduje się Ciężka Przełączka). Niżnie Rysy są trzecim co do wysokości szczytem w Polsce (po Rysach – 2499 m i Mięguszowieckim Szczycie Wielkim – 2438 m).
Polska i słowacka nazwa pochodzi od sąsiednich Rysów. W nazewnictwie niemieckim i węgierskim szczyt upamiętnia taternika niemieckiego pochodzącego ze Spiszu – Franza Dénesa (1845–1934).

## Topografia
Niżnich Rysów nie należy mylić z niższym wierzchołkiem Rysów, są to dwie różne góry i np. w języku niemieckim mają zupełnie różne nazwy (Rysy – Meeraugspitze, Niżnie Rysy – Denesspitze).
Masyw Niżnich Rysów ma cztery wierzchołki. W kolejności od południa (czyli od Przełęczy pod Rysami) są to:
- południowy wierzchołek – około 2405 m,
- główny wierzchołek – 2430 m,
- Zadnia Turnia w Niżnich Rysach (Zadná veža v Malých Rysoch) – około 2410 m,
- Skrajna Turnia w Niżnich Rysach (Predná veža v Malých Rysoch) – około 2375 m.

Wierzchołki oddzielone są od siebie Przełączkami w Niżnich Rysach, kolejno: Zadnią, Pośrednią i Skrajną (Zadná, Prostredná, Predná štrbina v Malých Rysoch). Tuż nad Ciężką Przełączką wznosi się jeszcze jedno wzniesienie – jest to Spadowa Kopa (2250 m).
Od trzeciego (licząc od południa) wierzchołka (2410 m) odchodzi boczna grzęda w kierunku zachodnim, w stronę Kotła Czarnego Stawu. Wznoszą się w niej Tomkowe Igły (nazwane na cześć przewodnika tatrzańskiego Józefa Gąsienicy Tomkowego). Od turni szczytowej grzędę oddziela Wyżnia Tomkowa Przełączka, przy niej znajduje się Zadnia Tomkowa Igła, oddzielona Niżnią Tomkową Przełączką od Skrajnej Tomkowej Igły (2106 m). Dalej grzęda opada pionową ścianą czołową Skrajnej Tomkowej Igły o wysokości około 200 m, poniżej której znajduje się jej nietrudne, trawiasto-skaliste zakończenie o różnicy wzniesień około 250 m. Grzęda jest dobrze widoczna ze szlaku turystycznego na Rysy (z Kotła pod Rysami).
W kierunku wschodnim odchodzi od Niżnich Rysów (nieco na północ od głównego wierzchołka) grań dzieląca górne piętro Doliny Ciężkiej (Ťažká dolina) na dwa odgałęzienia – Dolinkę Spadową i Ciężki Kocioł. W grani tej znajdują się: Pośrednia Spadowa Przełączka, Ciężka Turniczka i Niżnia Spadowa Przełączka, a zakończona jest Ciężką Turnią (Ťažká veža). W górnej części żlebu pomiędzy głównym i południowym wierzchołkiem Niżnich Rysów znajduje się Tomkowa Jaskinia (długość korytarza około 7 m, wysokość w środku do 2,5 m). Bywa ona wykorzystywana do biwakowania przez taterników, o czym świadczą pozostawione wewnątrz śmieci.
Do masywu Niżnich Rysów bywa też niesłusznie zaliczana Bula pod Rysami (2054 m), która zamyka od północy Kocioł pod Rysami. Jest to rezultat złudzenia optycznego, w rzeczywistości wzniesienie to ma połączenie z masywem Rysów.
Niżnie Rysy są dobrze widoczne znad Morskiego Oka i Czarnego Stawu pod Rysami. Ta perspektywa pozwala zobaczyć urwistą, północno-zachodnią ścianę opadającą około 650 m z wierzchołka północnego. Jej najwyższa część to 100 metrów pionu. Niżej nachylenie jest mniejsze, a w ścianie zaznaczają się wyraźnie trzy formacje – dwie depresje i rozdzielająca je środkowa grzęda. W części środkowej depresje te są najsilniej wgłębione, tworząc niewielkie kociołki – Lewy i Prawy Kocioł. W dolnej części lewej depresji znajduje się Dolny Kocioł. Ścianą północno-zachodnią prowadzi kilkadziesiąt wariantów dróg wspinaczkowych o trudnościach od II do VI.
Północno-wschodnia ściana, również opadająca z północnego wierzchołka, jest wyraźnie niższa (około 250 metrów) i ma podstawę na piargach Dolinki Spadowej. Od lewej strony ograniczona jest wybitną Depresją Dorawskiego (III), nad którą po drugiej stronie wznoszą się północne urwiska wschodniej grani (ponad 400 metrów różnicy wzniesień).
Południowo-wschodnia ściana opada z głównego wierzchołka w stronę Ciężkiego Kotła. Składa się z dwóch depresji, pomiędzy którymi wznosi się wybitny filar o wysokości około 300 metrów.

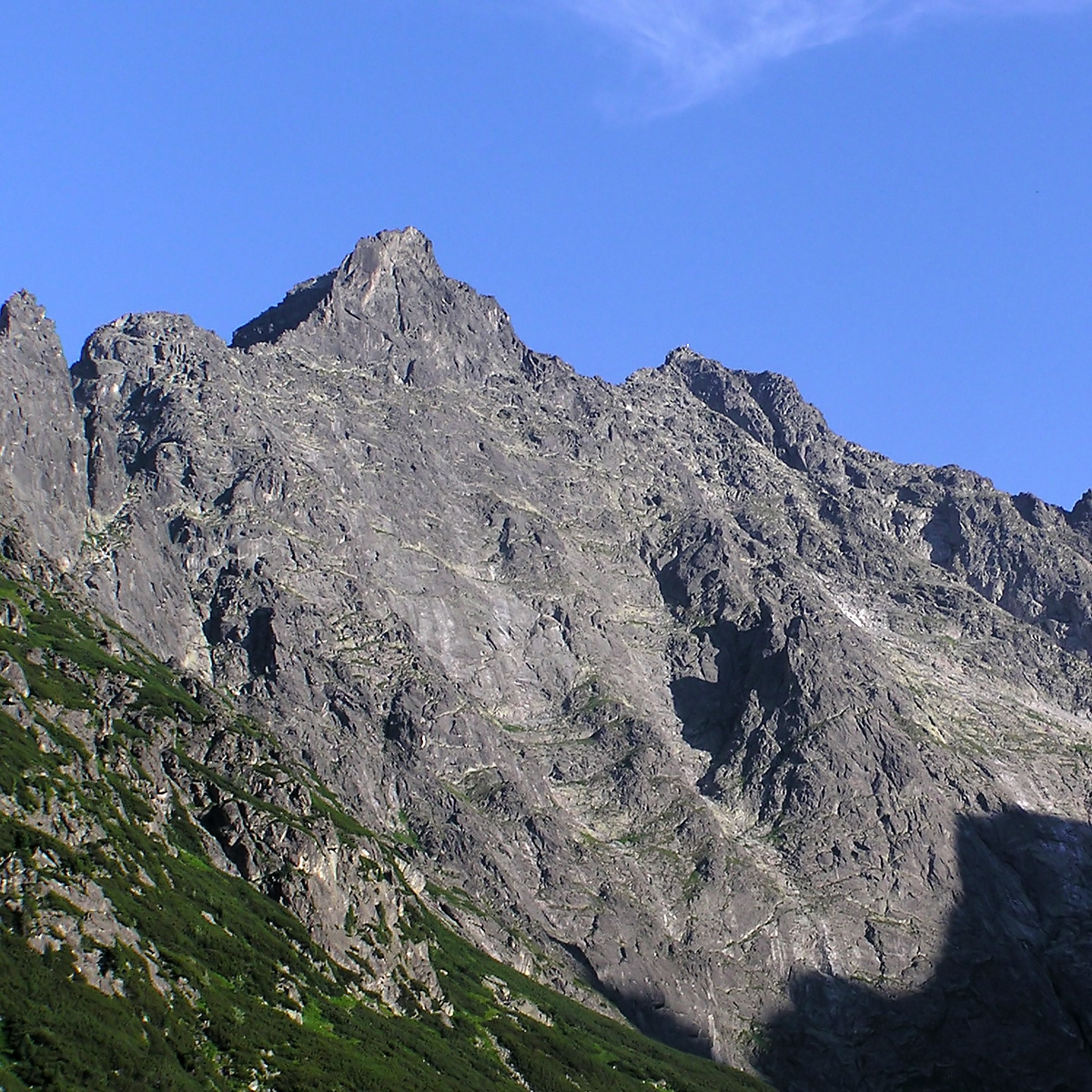
Niżnie Rysy (dokładniejszy opis)
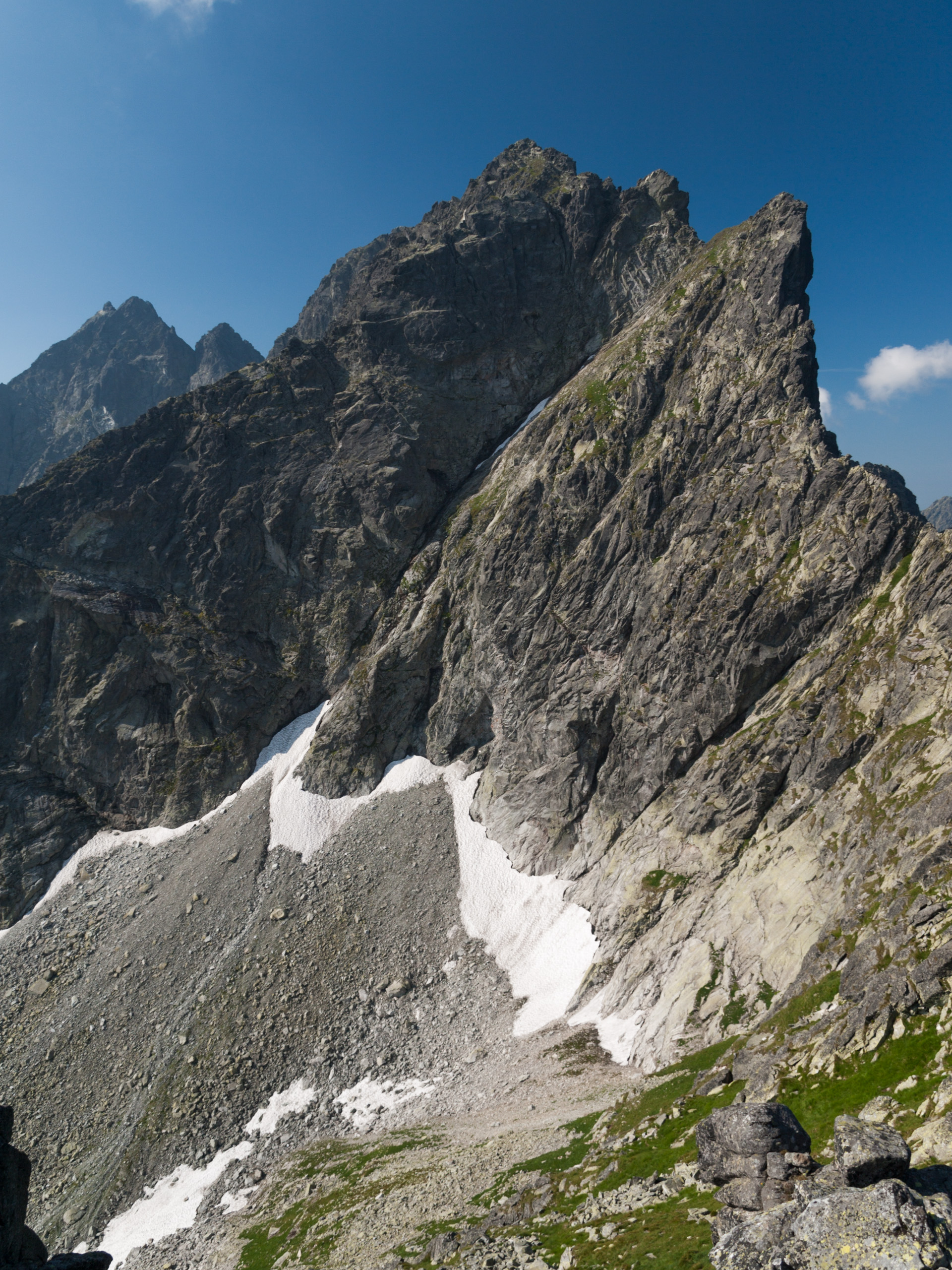
Północno-wschodnia ściana Niżnich Rysów i charakterystyczna, skośna Depresja Dorawskiego
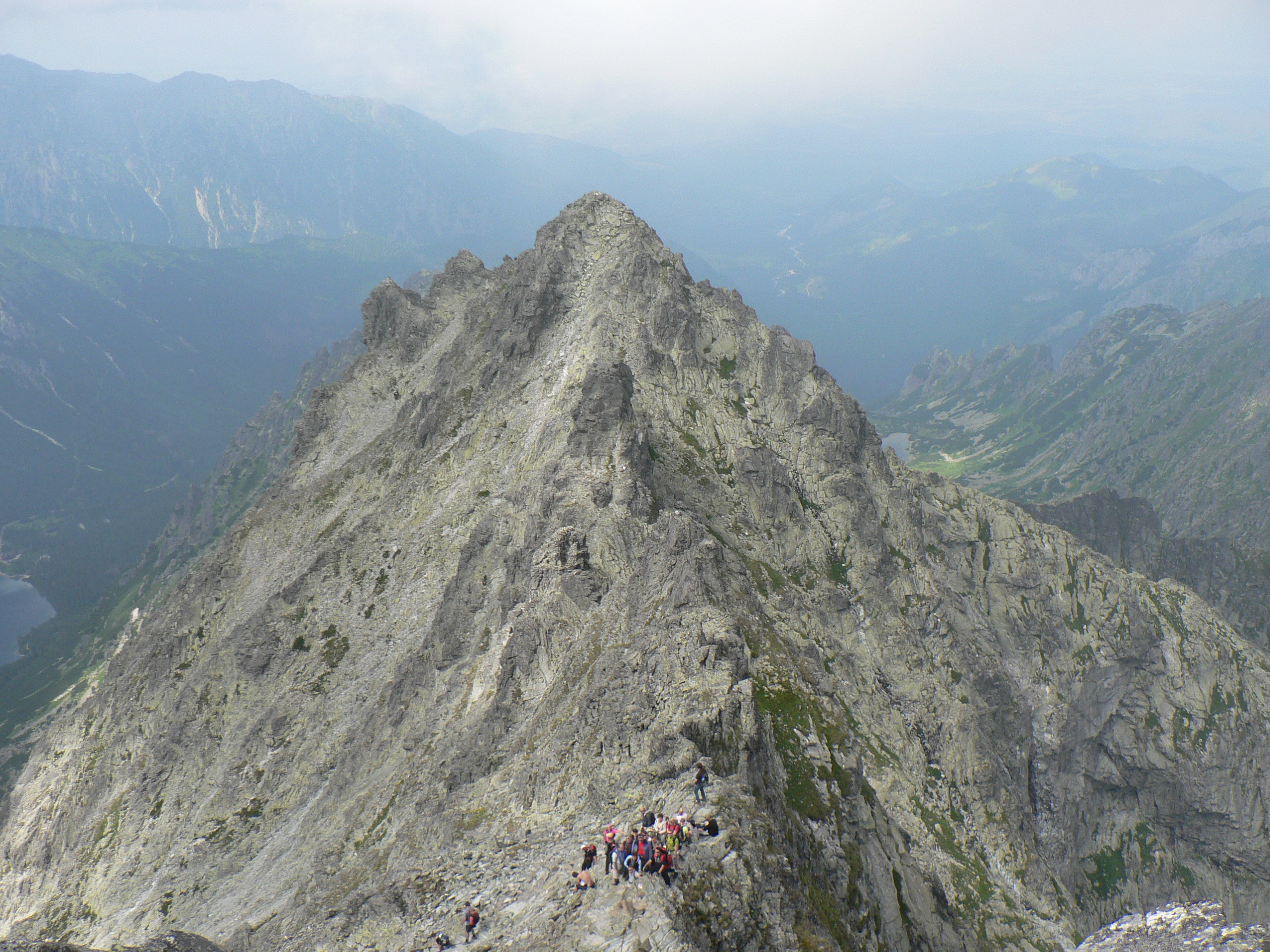
Niżnie Rysy widziane z Rysów
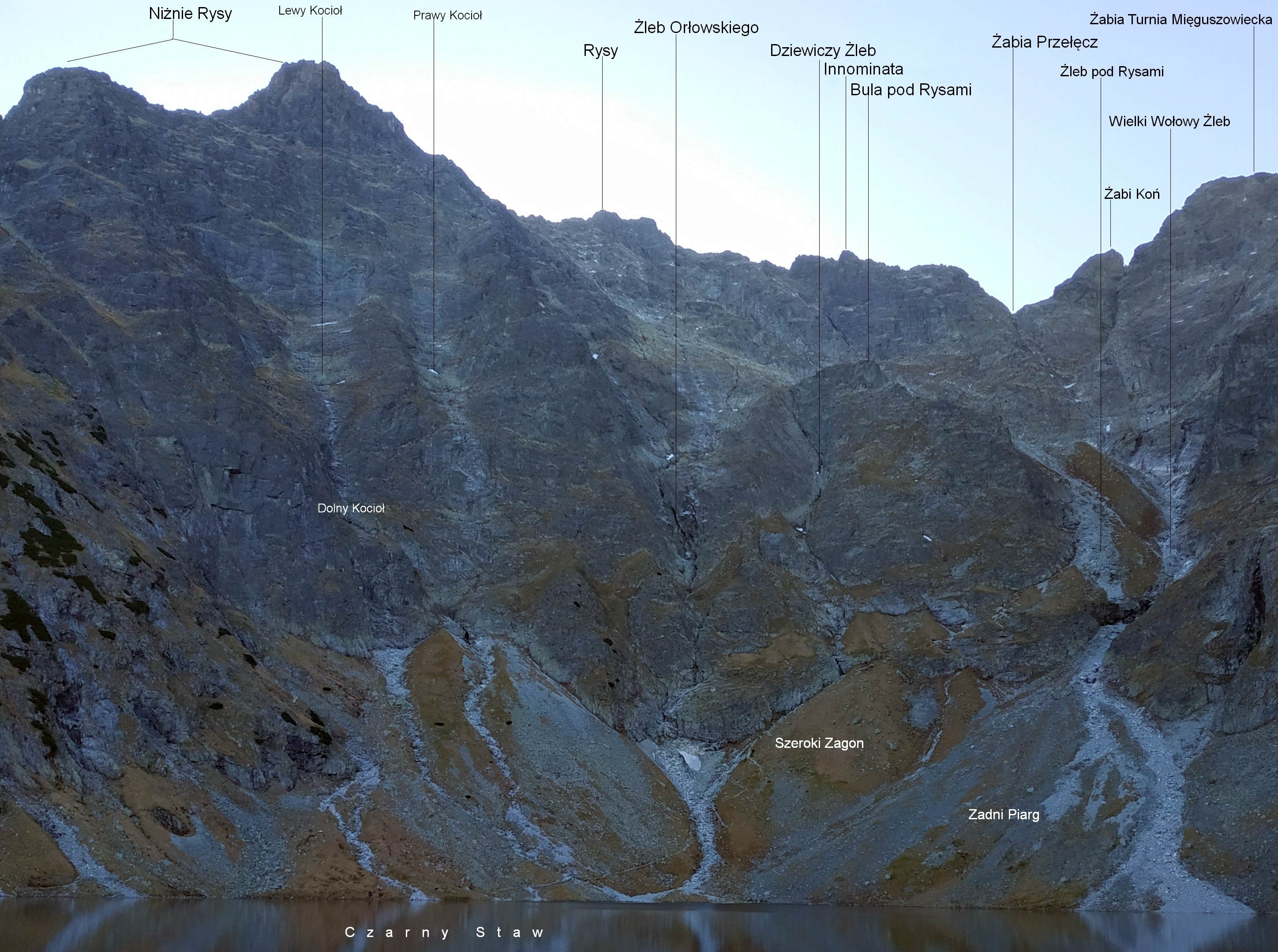
Widok z Czarnostawiańskiego Kotła
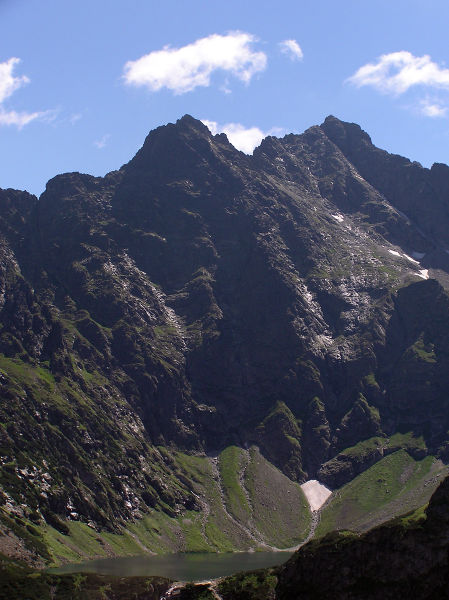
Niżnie Rysy i Rysy
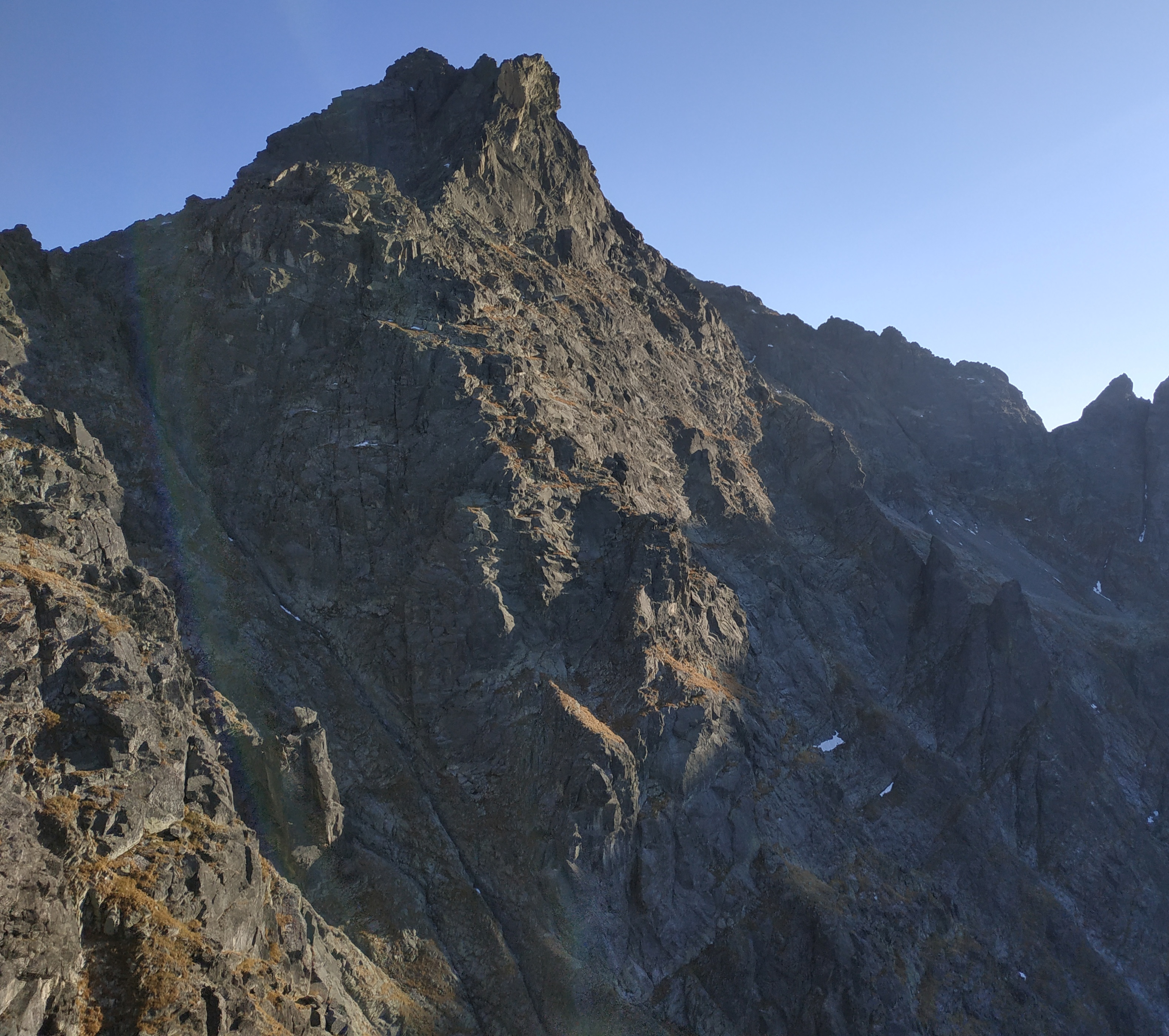
Niżnie Rysy. Widok z Żabiego Mnicha

## Opis szczytu
Z rzadkich w Polsce roślin na Niżnich Rysach występują rogownica jednokwiatowa, ukwap karpacki, bylica skalna, skalnica odgiętolistna, przymiotno węgierskie i mietlica alpejska – gatunki w Polsce występujące tylko w Tatrach i to na nielicznych stanowiskach.
Na szczyt Niżnich Rysów nie prowadzą znakowane szlaki turystyczne. Można się na niego dostać wieloma drogami o różnej skali trudności. Najłatwiejsze drogi na wierzchołek główny, Zadnią i Skrajną Turnię w Niżnich Rysach (wierzchołek północny) w skali taternickiej są określane jako bardzo łatwe (0) lub łatwe (0+). Wierzchołek południowy jest znacznie trudniej dostępny, najłatwiejsza droga na niego wykazuje trudności III+.
Pierwsze odnotowane wejścia na Niżnie Rysy:
- letnie: Janusz Chmielowski, Adam Kroebl, Jakub Bachleda, 18 lipca 1905 r.,
- zimowe: Józef Lesiecki, Józef Oppenheim, Mariusz Zaruski, Stanisław Zdyb, 6 lutego 1914 r.[2],
- na wierzchołek południowy: Krzysztof Zdzitowiecki, lipiec 1964[4].

## Drogi wspinaczkowe
1. Z Przełęczy pod Rysami; 0+, miejsce IV w skali tatrzańskiej czas przejścia 15 min
2. Z Kotła pod Rysami; 0, od znakowanego szlaku 30 min

Północno-zachodnia ściana
1. Zajezdnia Szatana (prawym ramieniem zachodniego żebra głównego wierzchołka); II, miejsce III, 1 godz.
2. Zachodnim żlebem głównego wierzchołka; II, miejsce III, 2 godz.
3. Lewym ramieniem zachodniego żebra głównego wierzchołka; I, miejsca II, 2 godz.
4. Zachodnim żlebem; w dolnej części IV, 3 godz.
5. Zachodnią grzędą przez Tomkowe Igły; IV, miejsce V, 3 godz.
6. Środkiem zachodniej ściany Skrajnej Tomkowej Igły; V+, miejsce A0, czas pierwszego przejścia 6 godz.
7. Direttissima północno-zachodniej ściany Skrajnej Tomkowej Igły; w dolnej części VI-, 3 godz.
8. Północno-zachodnią ścianą – najłatwiejsza droga; II, 2 godz.
9. Drogą pierwszych zdobywców; II, 3 godz.
10. Prawą depresją; II, jeden wyciąg IV, miejsce V, 6 godz.
11. Grzęda Heinricha (środkową grzędą i ścianą kopuły szczytowej); VI, 8 godz.
12. Lewą depresją i lewą częściuą ściany kopuły szczytowej; III, odcinek V+, 5 godz.[4]

Trawersy w północno-zachodniej ścianie
1. Z przełączki między 1-szym a 2-gim wierzchołkiem do Kotła pod Rysami; 0-,15 min
2. Z Kopy Spadowej do Kotła pod Rysami; 0+, miejsca I, 30 min
3. Górny trawers z Wyżniego Białczańskiego Żlebu przez pn.-zach. ścianę i zach. grzędę na Bulę pod Rysami; 0, miejsca 0+, odcinek II, 45 min
4. Dolny trawers z Wyżniego Białczańskiego Żlebu przez pn.-zach. ścianę i zach. grzędę na Bulę pod Rysami; 0, 0+, miejsca I, II, 45 min
5. Z Dolnego Kotła przez najniższą część pn.-zach. ściany i zach. grzędy do Żlebu pod Rysami; I, miejsce II, 30 min
6. Północną granią z Ciężkiej Przełączki; I lub III (wariant), 0,5-1 godz.